# Куп'єваська сільська рада
Куп'єва́ська сільська́ ра́да — адміністративно-територіальна одиниця та орган місцевого самоврядування в Богодухівському районі Харківської області. Адміністративний центр — село Куп'єваха.

## Загальні відомості
- Куп'єваська сільська рада утворена в 1918 році.
- Територія ради: 22,3 км²
- Населення ради: 391 особа (станом на 2001 рік)
- Територією ради протікає річка Березівка.

## Населені пункти
Сільській раді підпорядковані населені пункти:
- с. Куп'єваха

## Склад ради
Рада складалася з 12 депутатів та голови.
- Голова ради: Доценко Тетяна Іванівна
- Секретар ради: Ємельяненко Ольга Василівна

### Керівний склад попередніх скликань
| Прізвище, ім'я, по батькові | Основні відомості                                                                 | Дата обрання | Дата звільнення |
| --------------------------- | --------------------------------------------------------------------------------- | ------------ | --------------- |
| Романенко Тамара Андріївна  | Сільський голова, 1948 року народження, член Народно-демократичної партії України | 26.03.2006   | 31.10.2010      |
| Доценко Тетяна Іванівна     | Сільський голова, 1964 року народження, освіта вища, член Партії регіонів         | 31.10.2010   |                 |

Примітка: таблиця складена за даними сайту Верховної Ради України

### Депутати
За результатами місцевих виборів 2010 року депутатами ради стали:

#### За суб'єктами висування
| Суб'єкт висування                                       | Кількість обраних депутатів | %    |
| ------------------------------------------------------- | --------------------------- | ---- |
| Партія регіонів                                         | 7                           | 58,3 |
| Народна партія                                          | 2                           | 16,7 |
| Політична партія Всеукраїнське об'єднання «Батьківщина» | 1                           | 8,3  |
| Самовисування                                           | 1                           | 8,3  |
| Соціалістична партія України                            | 1                           | 8,3  |

#### За округами
| № округу                                                | Прізвище, ім'я, по батькові   | Дата визнання обраним | Освіта  | Партійна приналежність                        | Відомості про обраного депутата                              |
| ------------------------------------------------------- | ----------------------------- | --------------------- | ------- | --------------------------------------------- | ------------------------------------------------------------ |
| Народна Партія                                          |                               |                       |         |                                               |                                                              |
| 9                                                       | Рубан Андрій Олександрович    | 04.11.2010            | вища    | член Народної партії                          | фермерське господарство «Зірка», тракторист                  |
| 10                                                      | Зіль Світлана Олександрівна   | 04.11.2010            | середня | член Народної партії                          | Купєва-’ський сільський клуб, завідувачка сільського клубу   |
| Партія регіонів                                         |                               |                       |         |                                               |                                                              |
| 2                                                       | Кіктенко Алла Миколаївна      | 04.11.2010            | вища    | член Партії регіонів                          | Купєва'ський фельдшерсько-акушерський пункт, завідувачка ФАП |
| 3                                                       | Байрамов Раміз Фазіл          | 04.11.2010            | середня | член Партії регіонів                          | тимчасово не працює                                          |
| 4                                                       | Ємельяненко Ольга Василівна   | 04.11.2010            | вища    | член Партії регіонів                          | тимчасово не працює                                          |
| 5                                                       | Ємельяненко Віктор Іванович   | 04.11.2010            | вища    | член Партії регіонів                          | Купєва'ська сільська рада, секретар                          |
| 6                                                       | Бурлака Ніна Дмитрівна        | 04.11.2010            | середня | член Партії регіонів                          | тимчасово не працює                                          |
| 7                                                       | Прісіч Сергій Васильович      | 04.11.2010            | середня | позапартійний                                 | пенсіонер                                                    |
| 12                                                      | Бондар Володимир Леонідович   | 04.11.2010            | середня | член Партії регіонів                          | Богодухівський РВГУМНС, водій                                |
| Політична партія Всеукраїнське об'єднання «Батьківщина» |                               |                       |         |                                               |                                                              |
| 11                                                      | Клименко Ганна Іванівна       | 04.11.2010            | середня | член Всеукраїнського об'єднання «Батьківщина» | ЦПЗ № 2, листоноша                                           |
| Соціалістична партія України                            |                               |                       |         |                                               |                                                              |
| 8                                                       | Бондар Микола Андрійович      | 04.11.2010            | середня | член Соціалістичної партії України            | Агрофірма «ВАТАЛ», охоронець                                 |
| Самовисування                                           |                               |                       |         |                                               |                                                              |
| 1                                                       | Удовиченко Володимир Павлович | 04.11.2010            | середня | позапартійний                                 | тимчасово не працює                                          |